# Paederia yunnanensis
Paederia yunnanensis là một loài thực vật có hoa trong họ Thiến thảo. Loài này được (H.Lév.) Rehder mô tả khoa học đầu tiên năm 1937.